# Burlock Peak
Der Burlock Peak ist ein 2070 m hoher Berg im westantarktischen Marie-Byrd-Land. Im Königin-Maud-Gebirge ragt er auf der Ostseite des Watson Escarpment aus einem Bergkamm des Mount Simsarian auf.
Der United States Geological Survey kartierte ihn anhand eigener Vermessungen und Luftaufnahmen der United States Navy aus den Jahren von 1960 bis 1964. Das Advisory Committee on Antarctic Names benannte ihn 1967 nach James U. Burlock (* 1939), Bauarbeiter auf der Byrd-Station im Jahr 1962.